# L'Eau vive (Thomas Philippe)
Pour les articles homonymes, voir Eau vive.
L'Eau vive a été entre 1946 et 1956 un centre de formation et de spiritualité catholique à vocation internationale fondé par Thomas Philippe à Soisy-sur-Seine, près du couvent dominicain du Saulchoir d'Étiolles. Jean Vanier en prend la direction en 1952 après l'éviction de Thomas Philippe à la suite de plaintes en 1951 pour des abus sexuels. Le centre est fermé en 1956 par décision du Saint-Office et son fondateur condamné.
L'association L'Arche est fondée en 1964 par Jean Vanier et Thomas Philippe, rejoints par d'anciennes membres de l'Eau vive. Dans son livre La Trahison des pères publié en 2021, la journaliste Céline Hoyeau suggère que cette affaire de l'Eau vive est le « péché des origines » qui expliquerait la genèse et l'étendue d'abus sexuels dans plusieurs communautés nouvelles fondées par des proches de Thomas Philippe et de son frère Marie-Dominique Philippe.
Le rapport d'enquête de janvier 2023 commandé par L'Arche qualifie le groupe de l'Eau vive de « secte cachée au sein d’une institution située au cœur de l'Église ». Pour l'historien Tangi Cavalin, il s'agit d'une « société secrète ».

## Fondation de l'Eau vive
En 1945, Thomas Philippe, alors recteur du couvent d'études du Saulchoir à Étiolles, conçoit le projet d'une hôtellerie sur une propriété acquise par la fondation Félix Dehau, son grand-père, en bordure de la forêt de Sénart à la limite des communes de Soisy-sur-Seine et d'Étiolles où sont implantés le couvent de l’Épiphanie des dominicaines des Tourelles et le monastère des dominicaines de la Croix et de la Compassion, dont l'une de ses sœurs, Cécile Philippe (1906-1986), est la prieure. Celle-ci fonde la même année, avec des religieuses de son ancien couvent, le monastère du Cœur Immaculé de Marie sur les terres familiales de Bouvines. Son oncle, Thomas Dehau, est l'aumônier et l'animateur de ce monastère qui se rattache complètement à la famille spirituelle de la future Eau vive.

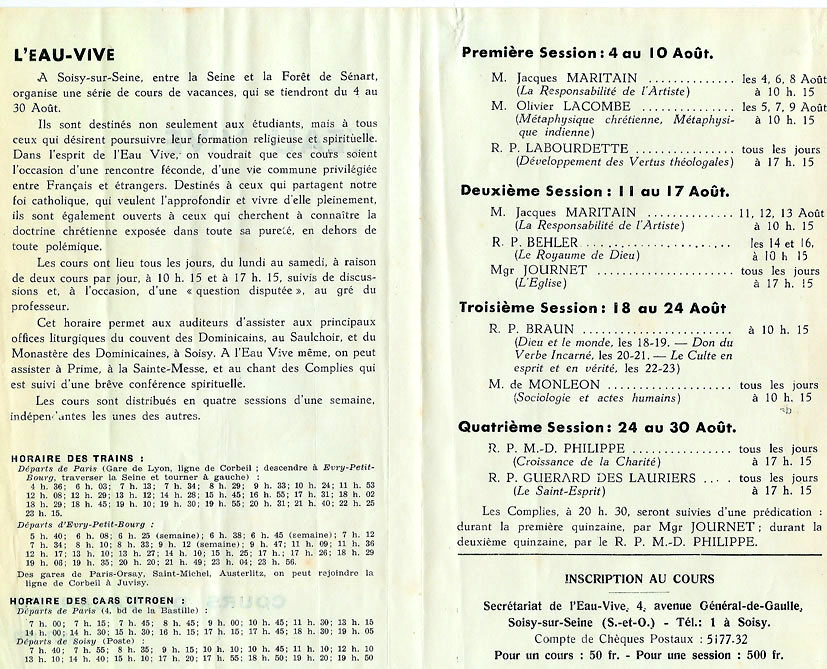
Programme des cours à l'Eau vive en août 1952.

Ainsi naît l'idée en 1946 d'ouvrir aux portes de Paris un « Centre international de spiritualité et de culture chrétienne », une « école de sagesse » destinée à former de futures élites chrétiennes grâce à un enseignement théologique et philosophique d'inspiration thomiste. 
Le projet reçoit l'approbation de Thomas Dehau, l'oncle de Thomas Philippe, et de sa dirigée, la mystique belge Hélène Claeys-Bouuaert (1888-1959), l'« l'âme secrète » de l'Eau vive qui reçoit en révélation que « près du Saulchoir une œuvre de Dieu surgirait qui serait plus importante que celle de Catherine de Sienne ». Le nom de l'association, présidée par la comtesse Herminie de Cossé-Brissac, est notamment inspiré par le titre d'un livre de Thomas Dehau publié en 1941 : Des fleuves d’eau vive. La petite dizaine de femmes qui assurent la vie matérielle de la maison, surnommées les « saintes femmes », sont ses filles spirituelles. En septembre 1946, L'Eau vive accueille treize étudiants qui suivent également les cours dispensés au Saulchoir. La branche féminine ouvre en 1947, hébergée par le couvent de l'Épiphanie. Début 1948 une trentaine d'étudiants, de diverses nationalités et confessions religieuses, s'y côtoient. « Autour, gravite une vaste nébuleuse d'hôtes. ». La direction est confiée à Thomas Philippe qui a transmis sa charge de recteur du Saulchoir en octobre 1948. Son frère Marie-Dominique Philippe et Jean de Menasce (Pierre en religion) y donnent des sessions d'enseignement.

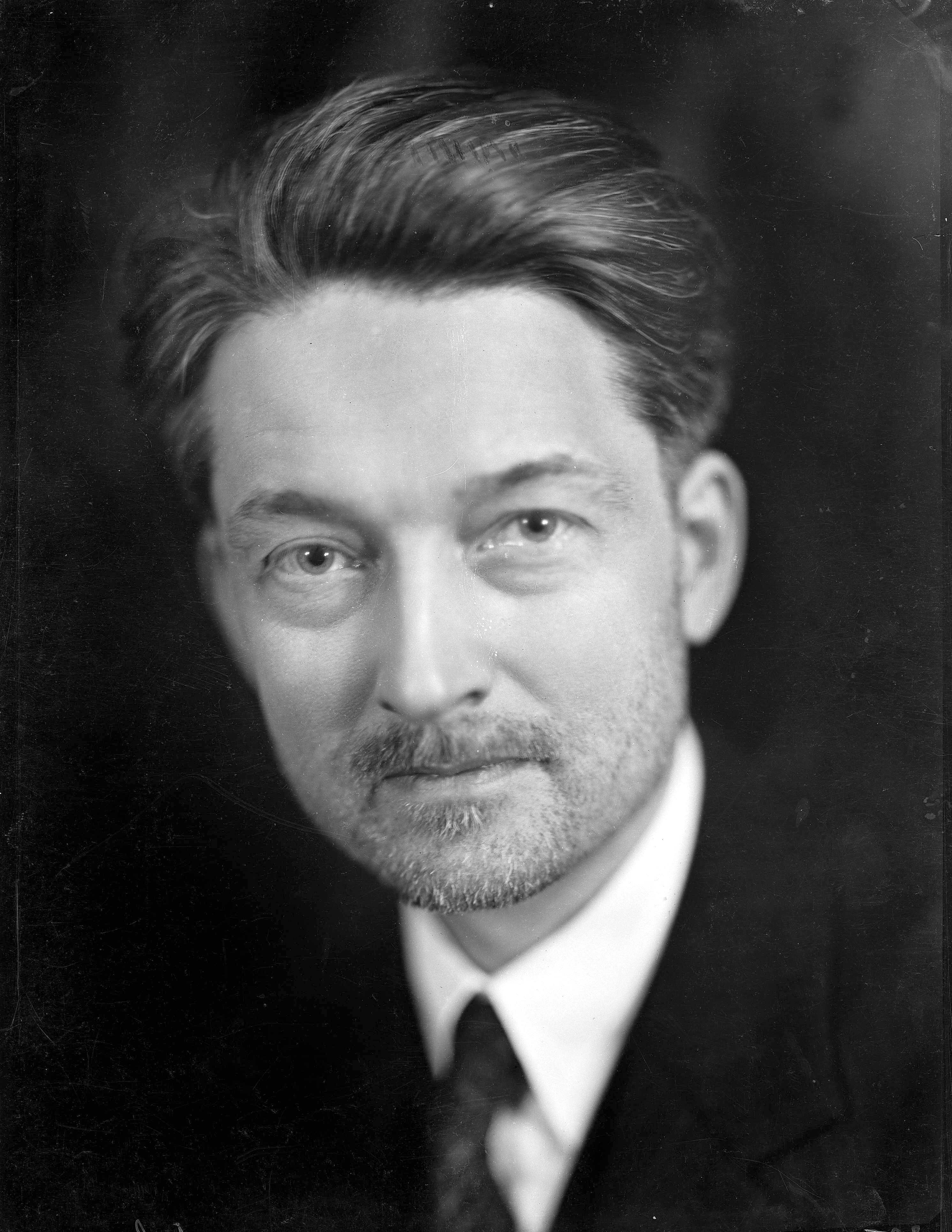
Jacques Maritain

Le philosophe Jacques Maritain, alors ambassadeur de France près le Saint-Siège, soutient l'initiative, y donne aussi des cours et songe même en 1948 à s'y installer. Thomas Philippe sollicite les milieux ecclésiastiques en France et à Rome ainsi que les cercles intellectuels et mondains pour appuyer son entreprise. Des ventes de charité sont organisées au profit de l'Eau vive, ce qui ne va pas sans créer quelques tensions avec le Saulchoir et la Province dominicaine sur l'attribution des bénéfices et l'autonomie de l’œuvre de Thomas Philippe. Le général Georges Vanier, ambassadeur du Canada à Paris, finance l'installation du chauffage central et oriente vers l'Eau vive son fils, Jean Vanier, qui s'y installe en septembre 1950 et devient rapidement le « fils spirituel » de Thomas Philippe,. De nombreuses personnalités honorent l'Eau vive de leur présence : l'indianiste Olivier Lacombe, l'islamologue Louis Massignon, le député Maurice Schumann, Giuseppe Roncali, futur pape Jean XXIII, alors nonce à Paris,. L'Eau vive au moment de son apogée, dans les années 1950-1951, compte près d'une centaine d'étudiants venus du monde entier et attire le Tout-Paris catholique lors de conférences et de retraites. Dans le contexte de l'après-guerre, cette communauté apparaît aux yeux du psychiatre américain John W. Thompson (1906-1965), qui s'y installe à partir de 1951 et y accueille des adolescents et des jeunes adultes en souffrance mentale, comme « une oasis spirituelle infusée par l'amour de Dieu au milieu d'un désert sans âme marqué par le matérialisme et la destruction. ».

## Premières révélations des abus sexuels de Thomas Philippe
Des dysfonctionnements cependant se font jour, d'autant que Thomas Philippe est un piètre administrateur. L'afflux de visiteurs désorganise l'Eau vive, une « pagaye » qui déplaît fortement à ses proches, Charles Journet,  Jean de Menasce et Jacques Maritain qui s'en plaint en ces termes : « L'Eau vive n'est ni un hospice, ni un hôpital, ni un asile, ni une maison de retraite spirituelle, ni un centre de personnes déplacées. Elle doit spécialement se tenir en garde vis-à-vis des déséquilibrés et des gyrovagues. ». Ils déplorent également les débordements de piété affective, mariale en particulier. Cet avis est partagé par l'ancien dominicain Jean-Marie Paupert qui y a séjourné durant plusieurs années et critiquera dans son livre Peut-on être chrétien aujourd'hui ? (1966) un « caravansérail rempli de psychiatres avides de merveilleux » fustigeant la « mariolâtrie » et le « mépris cathare de la matière et de la chair » régnant selon lui à l'Eau vive,. Par l'entremise de sa sœur Cécile, le père Thomas Philippe entretient des rapports privilégiés avec plusieurs moniales dont il assure la direction spirituelle : « Tout ce microcosme dominicain d’Étiolles et de Soisy [...] vit dans l’exaltation mariale sous son ascendant : les pénitents et pénitentes se pressent dans le couloir d’accès à son bureau, quitte à y faire le pied de grue plusieurs heures. ».
Son influence s'étend aussi à plusieurs carmels, dont celui de Nogent-sur-Marne, d'où part la première alerte à l'occasion d'une visite canonique effectuée en novembre 1950 par Pierre Brot, vicaire général du diocèse de Paris et supérieur délégué du carmel. Il rapporte un « engouement excessif » pour la personne de Thomas Philippe, proche de « l’adoration », et ses fréquentes visites que la prieure du carmel cherche à dissimuler. Cette dernière reçoit du père Brot une admonestation qui lui demande de limiter les visites de Thomas Philippe, qui reçoit lui-même une lettre de mise en garde. C'est le père carme Marie-Eugène de l’Enfant-Jésus qui, lors de sa visite du carmel de Nogent en mars 1951, est le premier à déceler la nature sexuelle des relations entre Thomas Philippe et plusieurs religieuses du couvent, dont la prieure, qui est déposée. Thomas Philippe se voit interdire l'accès au carmel. Cependant aucun signalement n'est fait au Saint-Office.
En mai 1951, deux femmes de l'Eau vive, Madeleine Guéroult et Madeleine Brunet, une ancienne novice du monastère de la Croix et de la Compassion d'Étiolles, alertent certains pères dominicains, notamment Jean de Menasce et Jourdain Bonduelle, cousin germain de Thomas Philippe.  Charles Journet et Jacques Maritain sont également informés. Elles dénoncent des abus sexuels infligés par Thomas Philippe, justifiés par des arguments théologiques et mystiques. Des « indiscrétions », ébruitent l'affaire. Par mesure de rétorsion, Madeleine Guéroult est aussitôt renvoyée de l'Eau vive par la comtesse de Cossé-Brissac. Au début de 1952, la branche féminine de L’Eau vive est fermée. Une enquête interne à l'Ordre dominicain est ouverte. Le 3 avril 1952, Thomas Philippe est définitivement démis de ses fonctions et appelé à Rome, à la maison générale de l'Ordre des prêcheurs au couvent Sainte-Sabine, pour rendre compte de ses agissements.

## L'Eau vive après le départ de Thomas Philippe (1952-1956)
Thomas Philippe nomme à sa place Jean Vanier, soutenu par le conseil d'administration de l'Eau vive, constitué de laïcs influents, au grand dam du père Albert-Marie Avril (1897-1978), provincial français de l'Ordre dominicain, qui le juge inexpérimenté et souhaite que le Saulchoir reprenne la main sur l'Eau vive. 
Jean Vanier, qui n'a pas jusque là connaissance des pratiques mystico-érotiques de Thomas Philippe avec plusieurs femmes de l'Eau vive, y est initié le dimanche 15 juin 1952, en le jour de la Fête-Dieu, par l'une d'elles, Jacqueline d'Halluin (1926-2009), : « Au moment où T. Philippe perd pied sur le plan psychologique,
où l’Eau vive semble plus que jamais menacée dans ses fondations,
on la renforce en élargissant le cercle des intimes, et en y incluant
J. Vanier, un homme, un sexe masculin, un « Christ » ».
À la rentrée 1952, le père Avril interdit aux frères dominicains d'enseigner à l'Eau vive et aux étudiants de l'Eau vive l'accès aux cours du Saulchoir. Les effectifs de l'Eau vive baissent alors rapidement.
Pour sortir de l'impasse et tenter une conciliation avec les dominicains, Alexandre Renard, évêque de Versailles, ordonne le 17 février 1954 une enquête canonique qui est menée par Élie Vandewalle, vicaire général du diocèse. La Province dominicaine « pose comme un préalable à toute reprise des négociations le renvoi de tous les éléments féminins exerçant une responsabilité dans l'Eau Vive, même à titre bénévole. » À la suite de cette enquête, un accord tripartite entre l'Eau vive, la Province dominicaine et le diocèse est trouvé en septembre 1954 qui prévoit la nomination d'un directeur aumônier en la personne du père Fulbert Cayré. Cependant entre lui et Jean Vanier les relations se tendent rapidement, ce dernier n'entendant pas lui laisser les rênes de la communauté. Soucieux de défendre l'autonomie de l’œuvre de Thomas Philippe, Jean Vanier mobilise un vaste réseau de relations en France et à Rome, qui comprend le cardinal Angelo Roncalli, ami de la famille Vanier, et Giovanni Montini, alors pro-secrétaire d’État de Pie XII. Ces démarches suscitent l'agacement des dominicains et l'inquiétude du Saint-Office qui se saisit de l'affaire.

## Enquête du Saint-Office et condamnation de Thomas Philippe et de ses proches
Malgré les dénonciations claires et concordantes de faits d’abus sexuels, que Thomas Philippe a en partie reconnus, l’enquête s’enlise entre juin 1952 et octobre 1955 et semble conduire à des mesures légères contre lui : le nouveau maître de l’Ordre dominicain, le père Michael Browne, préconise dans une note sur l’affaire datée du 29 octobre 1955 d’interdire simplement à Thomas Philippe de confesser et d’assurer une direction spirituelle, tout en lui permettant de continuer à écrire et à enseigner. 
Le père dominicain Paul Philippe (sans lien de parenté avec Thomas Philippe) est nommé commissaire du Saint-Office le 30 mai 1955. L'enquête est relancée le 14 novembre 1955 quand il reçoit la déposition du père Louis-Bertrand Guérard des Lauriers, professeur au Saulchoir d'Étiolles, à qui s'est confiée l'une des dirigées de Thomas Philippe, Myriam Tannhof (née Chemla). Ce témoignage décisif dévoile au père Guérard des Lauriers l'ampleur et la gravité des faits commis par Thomas Philippe, dont il partage la ligne théologique conservatrice. Sa connaissance du milieu de l'Eau vive et des monastères fréquentés par Thomas Philippe le convainquent de la véracité du témoignage de Myriam Tannhof qui avait fait partie du premier cercle des « initiées » de Thomas Philippe jusqu’au début de l’année 1954, avant que son mari, Norbert Tannhof, qu'elle avait épousé en 1951, ne lui enjoigne de dénoncer les abus sexuels dont elle avait été la victime.
Paul Philippe se rend en France en décembre 1955 et interroge les deux femmes qui avaient témoigné en 1952 ainsi que Myriam Tannhof et son mari. Le commissaire du Saint-Office apprend notamment que l'une des femmes de l'Eau vive, Anne de Rosanbo (1921-2004), enceinte de Thomas Philippe, dont elle est la « favorite », a avorté pour éviter le scandale. L'avortement a été pratiqué par une membre de l'Eau vive, le Dr Simone Leuret, le 8 septembre 1947, jour de la Nativité, à l'instigation de l’ancienne prieure du carmel de Nogent-sur-Marne qui confirme les faits lors d’un interrogatoire mené le 19 février 1956. Le corps de l’enfant, baptisé post mortem, a été conservé par le groupe comme une relique que « toutes les initiées ont été conviées à vénérer […] comme quelque chose de sacré, en raison du secret de la T[rès] S[ainte] Vierge » comme l’indique le père Guérard des Lauriers dans sa déposition. Ce n’est que lors de la visite du père Avril en 1952 que le corps est enterré dans la forêt.
De nombreux témoignages et documents collectés en quelques mois permettent au Saint-Office de mettre au jour un groupe d’au moins 33 religieuses et jeunes femmes laïques en quête de vocation religieuse « initiées » aux pratiques mystico-sexuelles de Thomas Philippe à partir de 1942, année de son installation au Saulchoir. Parmi les 8 à 9 femmes de l'Eau vive, 5 sont identifiées « comme des "initiées" ou des complices potentielles », auxquelles s'ajoutent Anne de Rosanbo et Myriam Tannhof. Les autres sont issues des monastères des dominicaines d’Étiolles et de Bouvines, des carmels de Nogent-sur-Marne, Boulogne-sur-Seine et Figeac. La liste comprend aussi la supérieure générale de la congrégation des Tourelles à Montpellier, dont le couvent de l’Épiphanie sert d'hôtellerie à l'Eau vive. Mère Marie-Bernard Maistre reconnaît en février 1956 avoir commis des « actes impurs graves au cours de l’année 1950 » avec Thomas Philippe. Paul Philippe a connaissance de rumeurs d'une « influence dangereuse [de Thomas Philippe] sur certaines religieuses [du couvent de l’Épiphanie] dont les noms sont malheureusement inconnus ». Madeleine Guéroult rapporte cependant avec précision le cas d'une dominicaine de l’Épiphanie entretenant un commerce sexuel avec Thomas Philippe,.
« Cécile Philippe a elle-même poussé plusieurs de ses moniales d’Étiolles et de Bouvines dans les bras de son frère tout en ayant elle-même des rapports homosexuels avec plusieurs d’entre elles et des rapports incestueux avec son frère Thomas Philippe ». « De forts soupçons pèsent sur [Marie-Dominique Philippe] » qui aurait commis des actes similaires. Il se voit reprocher « d’avoir encouragé une des victimes de son frère, dont il était le directeur spirituel, à poursuivre avec lui des pratiques sexuelles. » Leur oncle, Thomas Dehau admet avoir « commis des choses mystérieuses » avec quelques religieuses, ajoutant que son neveu « avait été moins prudent ». La sous-prieure du carmel de Nogent rapporte dans sa déposition du 19 février 1956 que deux religieuses de son couvent « avaient fait ces choses-là avec le P. Dehau avant le P. Thomas ».

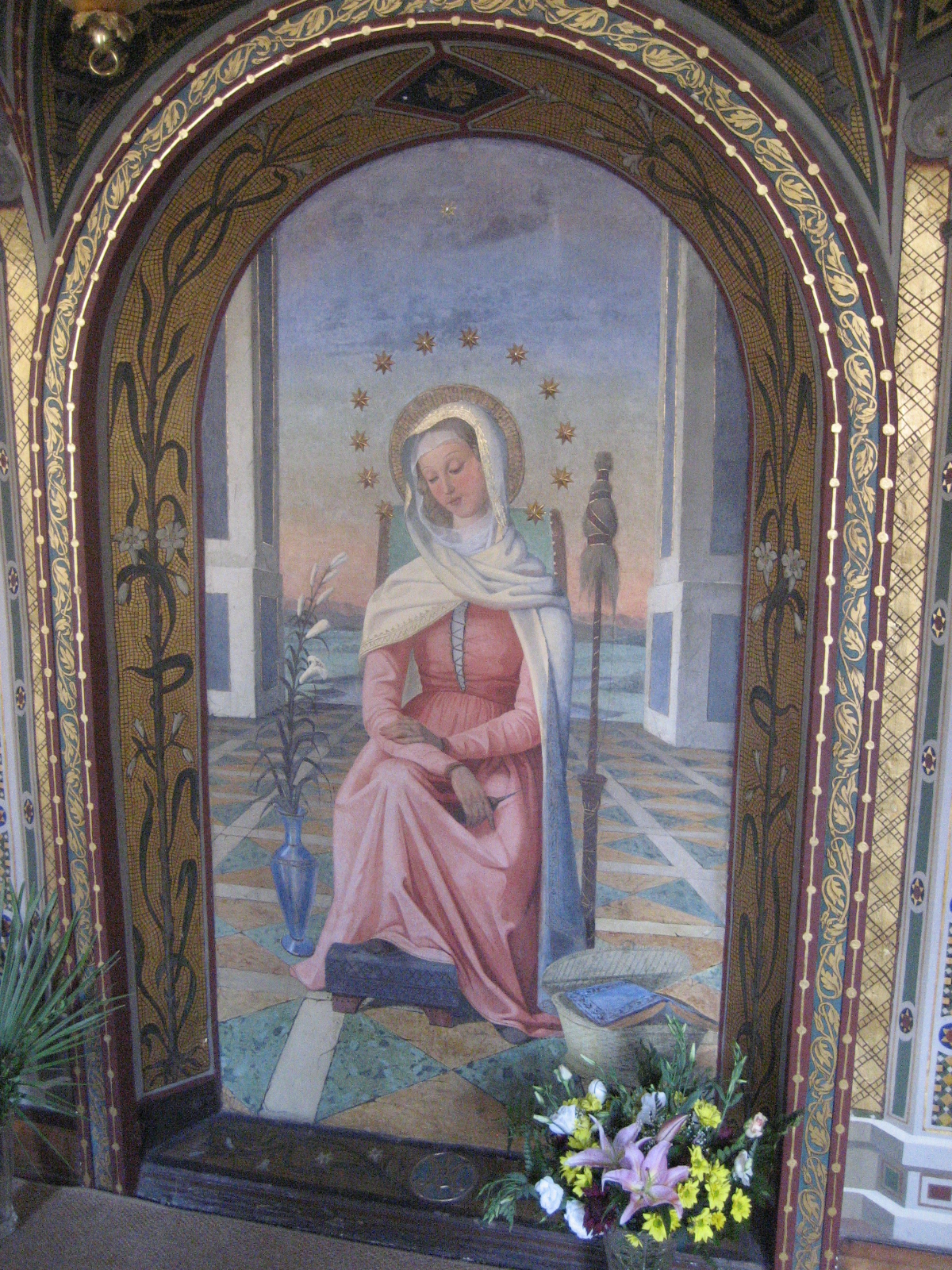
Fresque originale de la Mater Admirabilis au couvent de la Trinité-des-Monts.

Pour se justifier, Thomas Philippe invoque, dans un pro-memoria (un aide-mémoire) de 18 pages daté du 1er mars 1956, des « grâces très obscures » reçues à plusieurs reprises devant la fresque Mater Admirabilis du couvent de la Trinité-des-Monts en 1938 alors qu’il enseignait à l’Angelicum à Rome. Selon son récit, « [ces grâces] impliquaient une emprise divine du corps, nettement localisée dans la région des organes sexuels et rayonnant de là, comme de l’intérieur, sur tout le corps et sur l’esprit » Au fil de ces « grâces » qui le prennent à chaque fois qu’il se recueille, encouragé par son oncle Thomas Dehau, il aurait par la suite vécu une expérience d’union mystique avec Marie : « Je fus pris en tout mon corps, toute la nuit, dans un recueillement et une intimité extrême avec Elle. C’était comme une nouvelle connaissance de Marie ». Il affirme avoir reçu en révélation l’existence de relations incestueuses entre Jésus et Marie au cours de leur vie terrestre et se poursuivant dans leur vie céleste. « Après ce temps initial de « révélation » qui n’implique que lui, il a rapidement ressenti le besoin de faire vivre ces « grâces » à d’autres, de les transformer en pratiques sexuelles et de développer des arguments théologiques pour les justifier ».
À l’issue du procès devant le Saint-Office qui se tient du 25 janvier au 2 mai 1956, Thomas Philippe, qualifié de « vicieux subtil », « est reconnu coupable d’abus sexuels graves avec des femmes adultes, impliquant le sacrement de la pénitence, de faux mysticisme pour justifier de tels actes et d’un avortement provoqué ». Il est « frappé de la peine vindicative de déposition [...] qui le prive du droit d’exercer son ministère et de délivrer les sacrements. » « Sa sœur, mère Cécile, alors prieure du couvent dominicain de Bouvines [...] est condamnée pour complicité, débarquée dans l'heure de sa charge et déplacée au couvent de Langeac où elle finira ses jours sous un nouveau nom de religion. ». En raison de sa « grave responsabilité » dans les désordres de son neveu, son oncle Thomas Dehau reçoit, compte tenu de son grand âge et de son état de santé, une simple monition canonique. Il meurt six mois plus tard. Le père Marie-Dominique Philippe, « jugé gravement complice des agissements de son frère », est condamné en 1957 : il lui est interdit durant deux ans de confesser, de diriger spirituellement des religieuses, de séjourner et de prêcher dans des monastères et d’enseigner la spiritualité. En raison de sa défense acharnée de Thomas Philippe, le Saint-Office décrit Jean Vanier comme son « disciple le plus fanatique ». Malgré ses démarches répétées pour devenir prêtre entre 1956 et 1979, Jean Vanier se voit refuser l'accès au sacerdoce en raison de son refus de passer par une formation dans un grand séminaire et de sa proximité avec Thomas Philippe qui se poursuit à l'Arche. Une dernière tentative de sa part en 1975, avec le soutien appuyé de l'évêque de Beauvais, Stéphane Desmazières, qui intercède à plusieurs reprises en sa faveur auprès de Giovanni Benelli, substitut de la Secrétairerie d’État, se heurte finalement à un refus de la Congrégation pour la Doctrine de la Foi en 1979. 
L'Eau vive est fermée, avec interdiction pour ses membres de reformer une communauté et pour Thomas Philippe de reprendre contact avec son groupe de disciples. En 1958 la propriété est vendue par la fondation Félix Dehau au profit de la Province de France des dominicains. Depuis 1959, à l'emplacement du château de Gerville, bâtiment qui avait servi à l'Eau vive, est installé l'actuel hôpital psychiatrique de Soisy-sur-Seine qui a conservé ce nom,,.

## Postérité de l'Eau vive
Malgré ces interdictions, à partir du retrait forcé de Thomas Philippe en avril 1952, un groupe formé par Jean Vanier et sept anciennes membres de l'Eau vive, dont Jacqueline d'Halluin et Anne de Rosanbo, entretiennent des relations clandestines avec le père Thomas Philippe, assigné à Rome sous étroite surveillance à la Trappe de Frattochie, puis au couvent Sainte-Sabine. Ils nomment cette expérience « la vie cachée en Marie ». Le courrier de Thomas Philippe étant surveillé, ils correspondent avec lui via des lettres portées par des personnes de confiance (la « valise diplomatique de Marie ») non datées, sous noms de code et en langage secret. Ces lettres témoignent de liens amoureux et mystiques avec un arrière-plan sexuel.
En 1959, Jean Vanier loue un appartement à Rome pour faciliter les rencontres. Le père Thomas Philippe ayant été soigné pour dépression en 1953 et en 1955 au hameau-école de Longueil-Annel dirigé par le Dr Robert Préaut, Jean Vanier joue de son influence pour le placer là-bas, à 13 km du village de Trosly-Breuil où il s'installe lui-même en 1964, en toute discrétion et en compagnie des femmes qui l'ont suivi. Ensemble, ils forment alors le noyau initial de la communauté de l'Arche, dont Jean Vanier est le fondateur avec Thomas Philippe qui en est aussi l'aumônier, malgré la sentence de déposition de 1956.

## Rapports sur Jean Vanier et les frères Philippe

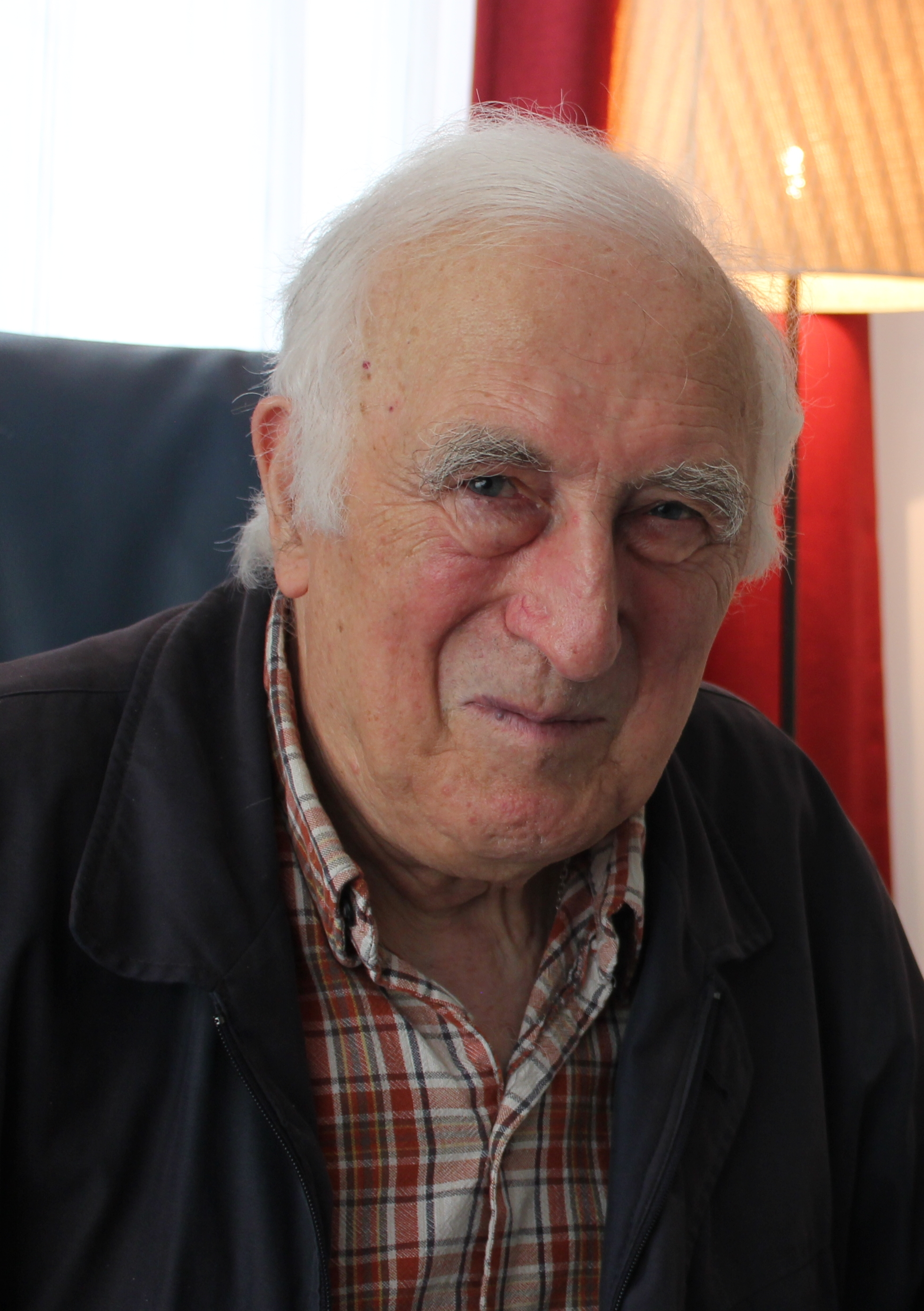
Jean Vanier

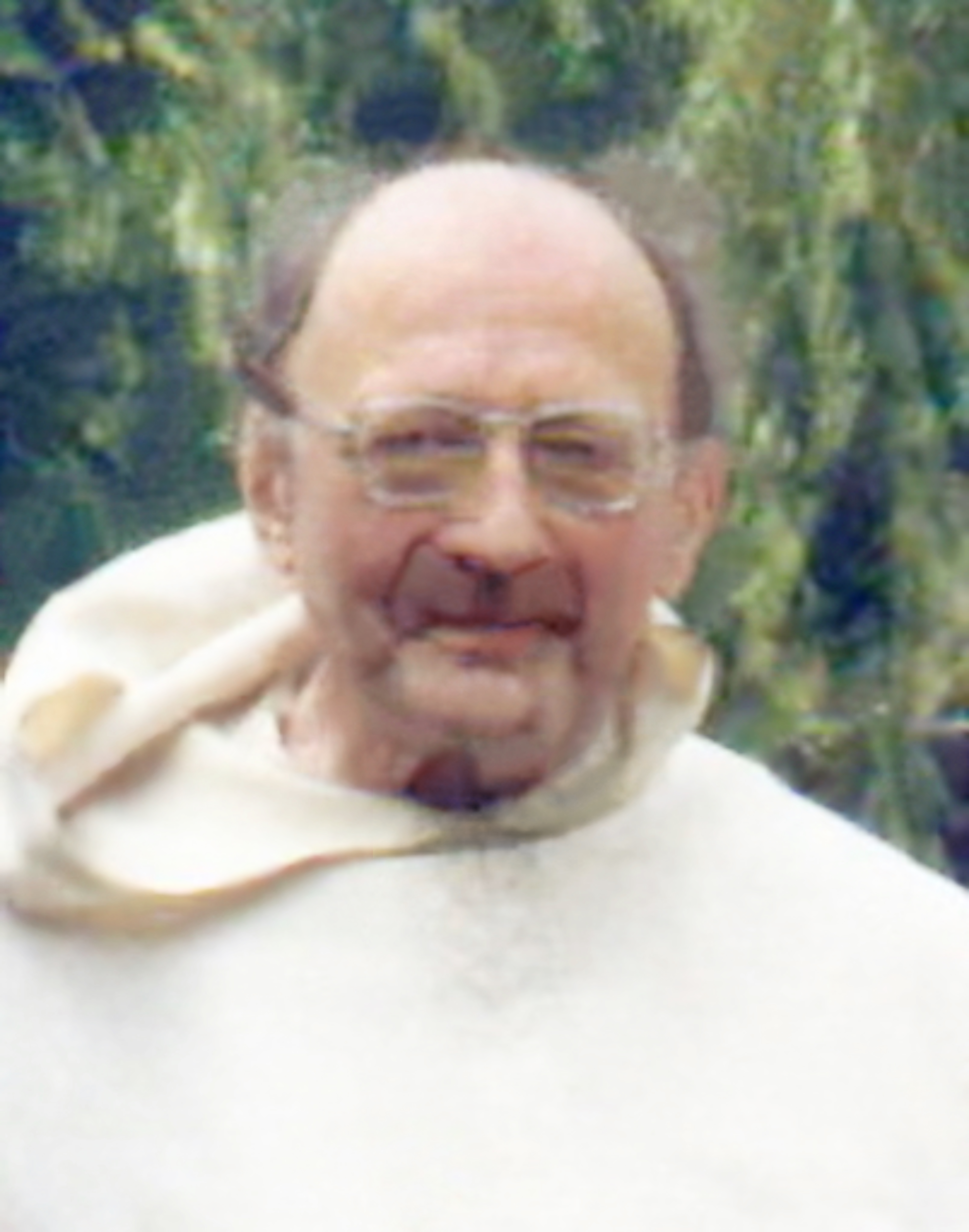
Thomas Philippe

Le 24 mars 2015, l'Arche révèle qu'entre les années 1970 et son départ en 1991 « le père Thomas Philippe a eu des agissements sexuels sur des femmes majeures, par lesquels il disait rechercher et communiquer une expérience mystique. ». Concernant Jean Vanier, l'Arche annonce le 22 février 2020 avoir recueilli sur une période allant de 1970 à 2005 des « témoignages de relations sexuelles sous emprise tous émanant de femmes adultes et non handicapées [...] avec des justifications soi-disant mystiques et spirituelles ». Le rapport conclut que « parce que Jean Vanier n’a pas dénoncé les théories et les pratiques du père Thomas Philippe dont il était personnellement au courant dès les années 1950, cela a rendu possible, de fait, la poursuite de ses abus sexuels sur des femmes à L’Arche et lui a permis d’élargir son influence spirituelle sur les fondateurs ou membres d’autres communautés. »,.
Ainsi la journaliste Céline Hoyeau, dans son livre La Trahison des pères, paru en 2021, envisage cette affaire de l'Eau vive comme le « péché des origines » et fait « l'hypothèse que les frères Philippe auraient transmis à d'autres fondateurs leur doctrine cachée » conduisant à de nombreux abus sexuels observés dans les communautés créées sous leur influence : la communauté Saint-Jean, l'Office culturel de Cluny, la communauté des Béatitudes, Points-Cœur. Dès mai 2002, le Service Accueil Médiation (SAM) de la Conférence des évêques de France, créé à l'initiative de Jean Vernette, émettait un rapport dans lequel Marie-Dominique Philippe apparaissait comme le dénominateur commun de communautés suspectes de dérives sectaires comme les différentes branches de la Congrégation Saint-Jean, la Famille monastique de Bethléem, l'abbaye d'Ourscamp avec Points-Cœur ou le carmel de Montgardin.
Quatre commissions historiques et théologiques des dominicains,, de L'Arche et des Frères de Saint-Jean enquêtent sur la genèse des abus des frères Philippe. Leurs rapports respectifs sont attendus en 2022. Le rapport et sa synthèse sont publiés le 30 janvier 2023 par la commission d'étude mandatée par L’Arche Internationale,. L'enquête historique confiée par le provincial de France des dominicains à l’historien Tangi Cavalin, entouré d'une équipe, paraît aux Éditions du Cerf,. Le rapport de la communauté Saint-Jean est publié le 26 juin 2023,. Au lendemain de cette publication, Céline Hoyeau fait paraître un article sur « les influences souterraines des frères Philippe » dans différents milieux de l'Église de France, sur lesquelles la CORREF souhaite un travail de recherche historique. Cette tâche est confiée en novembre 2023 à Tangi Cavalin.